# Soeverein Sanctuarium - Internationale Coördinatie van de Oude en Primitieve Ritus van Memphis-Misraïm
Het  Soeverein Sanctuarium - Internationale Coördinatie van de Oude en Primitieve Ritus van Memphis-Misraïm  is een internationale gemengde koepel van irreguliere vrijmetselaarsloges. De koepel is wereldwijd actief en heeft federaties in vele landen.
De obediëntie werd opgericht in 1881 en verleent de 99 hogere vrijmetselaarsgraden van de Oude en Primitieve Ritus Memphis-Misraïm.

## Structuur
De obediëntie kent afdelingen in volgende landen: Argentinië, België, Brazilië, Frankrijk, Spanje, Martinique, Mauritius, Noorwegen, Nieuw-Caledonië, Zwitserland, Uruguay, de Verenigde Staten en Venezuela.
In België zijn er actieve loges te Luik (Le Triangle d'Egypte) en Koksijde (Maât). Er is een reisloge Georges Delvaine. Samen vormen ze de Belgische Grootloge van de Egyptische Ritus, een dochterobediëntie van de Grande Loge Traditionnelle du Rite Egyptien.
Hiernaast bestaat er een onafhankelijke loge te Luik (La Maison de Vie).

## Grootmeesters
- 1881 - 1882 : Giuseppe Garibaldi
- 1882 - 1883 : Giambattista Pessina
- 1883 - 1900 :
- 1900 - 1902 : Francesco Degli Oddi
- 1902 - 1913 : John Yarker
- 1913 - 1924 : Theodore Reuss
- 1924 - 1934 : Jean Bricaud
- 1934 - 1945 : Constant Chevilon
- 1945 - 1960 : Charles Dupont
- 1960 - 1985 : Robert Ambelain
- 1985 - 1998 : Gerard Kloppel
- 1998 - 2003 : Claude Vieilledent
- 2003 - 2004 : Claude Tripet
- 2004 - heden : Alain Dumaine